# バレンツブルク

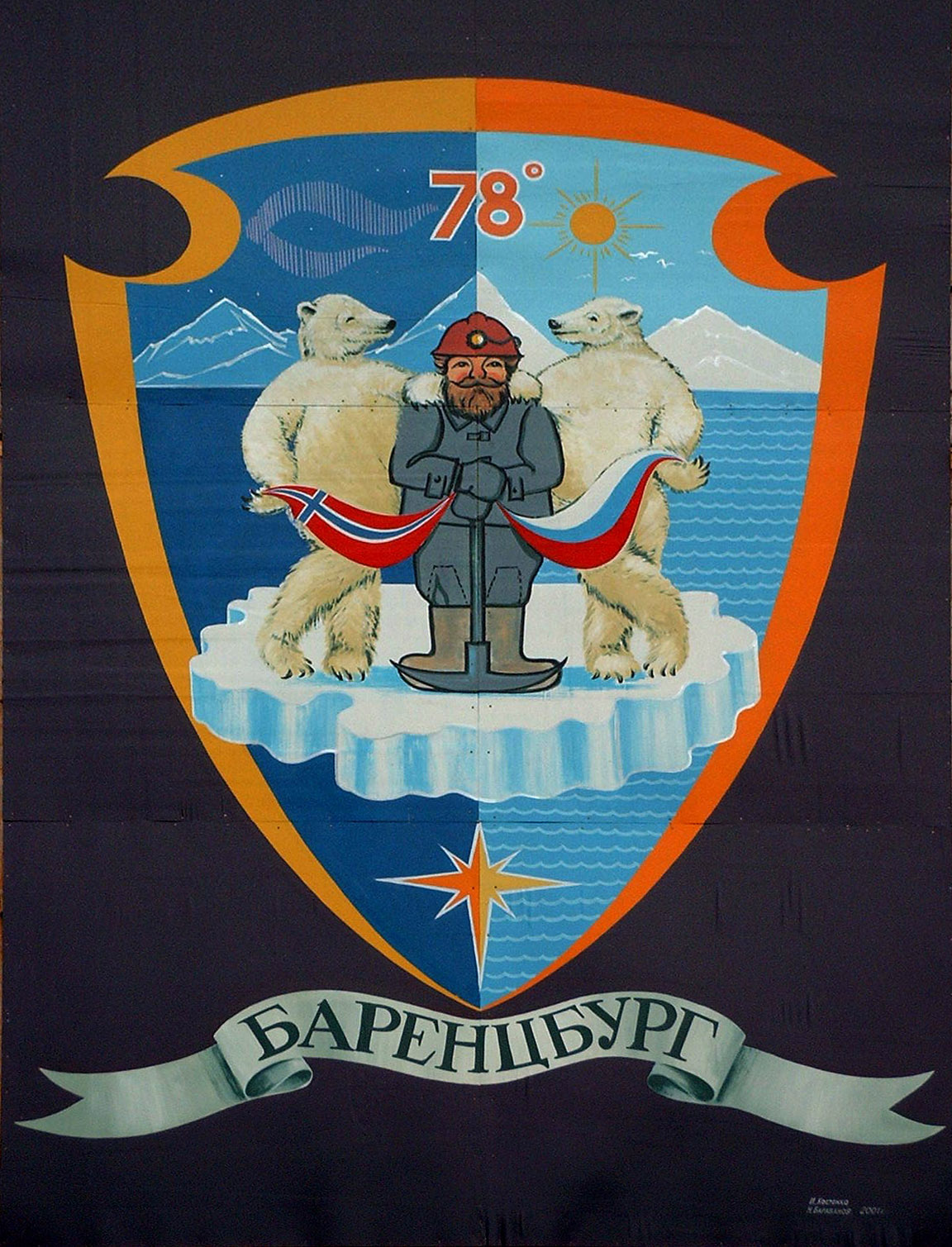
バレンツブルクの紋章

バレンツブルク(ノルウェー語: Barentsburg、ロシア語: Баренцбург)は、ノルウェー領スヴァールバル諸島で唯一の有人島スピッツベルゲン島にある2番目に大きな町である。
人口は約450人で、ロシア人のほか、炭鉱労働者として働くウクライナ人など旧ソ連圏の他民族も多い。

## 概説
ロシアはソビエト連邦時代の1935年にスヴァールバル条約に参加して、石炭採掘を開始。最盛期には3つの町を建設し、バレンツブルクの人口も2500人を超えていた。冷戦下では西側諸国に対する宣伝も兼ねてソ連本国から物資が豊富に搬入され、無料食堂が24時間開設されていた。一方で町の治安はソ連国家保安委員会(KGB)が担っていた。ソ連崩壊後、一時は島からの撤退論が出るほど衰微したが、北極圏を重視するロシア連邦政府の戦略もあって町は維持されている。
現在はロシア国営の石炭会社アルクチク・ウーゴリ（北極石炭社）が町を運営し、年12万トンの石炭をエストニアなど欧州諸国へ輸出している。病院やホテル、プールなどのほか、ロシア連邦の領事館もある。石炭採掘では利益が出ないため、ロシア本土や欧米などからの観光客誘致を新たな産業に育てつつある。
同じ島の西部にある島最大の町ロングイェールビーンから西へ約55 km離れているが、二つの町をつなぐ道は存在していない。食料・日用品などは船や輸送機でロシアから運ばれる。ロングイェールビーンを挟んで北に「ピラミーデン」という閉鎖されたロシア系の小集落があり、“ソ連時代を体験できる場所”としてツアーの対象になっている。

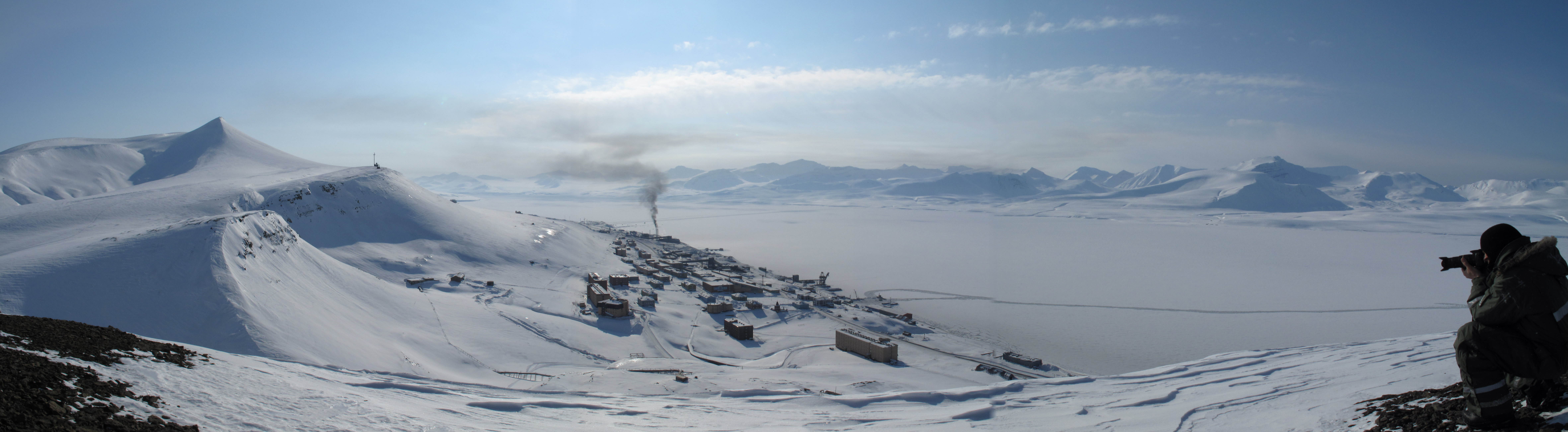
バレンツブルク全景

## 気候
典型的なツンドラ気候で、年間を通じて寒冷な気候である。海洋性気候であるため、降水量が多く、気温の年較差も小さい。降水量は冬の方が多く、夏は若干少なくなる。夏の気温は10℃前後まで上がる日もあるが、一方で雪が降るほどの寒さの日もある。
| バレンツブルクの気候   | バレンツブルクの気候 | バレンツブルクの気候 | バレンツブルクの気候 | バレンツブルクの気候 | バレンツブルクの気候 | バレンツブルクの気候 | バレンツブルクの気候 | バレンツブルクの気候 | バレンツブルクの気候 | バレンツブルクの気候 | バレンツブルクの気候 | バレンツブルクの気候 | バレンツブルクの気候 |
| 月                     | 1月                  | 2月                  | 3月                  | 4月                  | 5月                  | 6月                  | 7月                  | 8月                  | 9月                  | 10月                 | 11月                 | 12月                 | 年                   |
| ---------------------- | -------------------- | -------------------- | -------------------- | -------------------- | -------------------- | -------------------- | -------------------- | -------------------- | -------------------- | -------------------- | -------------------- | -------------------- | -------------------- |
| 最高気温記録 °C （°F） | 6.8 (44.2)           | 5.6 (42.1)           | 4.1 (39.4)           | 5.3 (41.5)           | 9.9 (49.8)           | 14.6 (58.3)          | 20.3 (68.5)          | 17.5 (63.5)          | 12.1 (53.8)          | 8.5 (47.3)           | 6.8 (44.2)           | 5.9 (42.6)           | 20.3 (68.5)          |
| 平均最高気温 °C （°F） | −9.1 (15.6)          | −9.4 (15.1)          | −9.4 (15.1)          | −6.4 (20.5)          | −1.1 (30)            | 4.0 (39.2)           | 8.4 (47.1)           | 7.2 (45)             | 2.9 (37.2)           | −2.6 (27.3)          | −5.1 (22.8)          | −7.4 (18.7)          | −2.3 (27.9)          |
| 日平均気温 °C （°F）   | −12.1 (10.2)         | −12.7 (9.1)          | −12.4 (9.7)          | −9.7 (14.5)          | −3.3 (26.1)          | 2.2 (36)             | 6.0 (42.8)           | 5.1 (41.2)           | 1.0 (33.8)           | −4.7 (23.5)          | −7.6 (18.3)          | −10.5 (13.1)         | −4.9 (23.2)          |
| 平均最低気温 °C （°F） | −15.2 (4.6)          | −15.7 (3.7)          | −15.5 (4.1)          | −12.1 (10.2)         | −5.1 (22.8)          | 0.8 (33.4)           | 4.4 (39.9)           | 3.6 (38.5)           | −0.4 (31.3)          | −6.6 (20.1)          | −10.1 (13.8)         | −12.9 (8.8)          | −7.1 (19.2)          |
| 最低気温記録 °C （°F） | −37.1 (−34.8)        | −39.3 (−38.7)        | −39.8 (−39.6)        | −31.3 (−24.3)        | −22.5 (−8.5)         | −9.2 (15.4)          | −0.7 (30.7)          | −3.5 (25.7)          | −12 (10)             | −27.1 (−16.8)        | −29.3 (−20.7)        | −37.3 (−35.1)        | −39.8 (−39.6)        |
| 降水量 mm （inch）     | 61 (2.4)             | 50 (1.97)            | 56 (2.2)             | 44 (1.73)            | 28 (1.1)             | 21 (0.83)            | 25 (0.98)            | 35 (1.38)            | 54 (2.13)            | 56 (2.2)             | 59 (2.32)            | 63 (2.48)            | 552 (21.73)          |
| 平均降雨日数           | 2                    | 1                    | 2                    | 1                    | 3                    | 10                   | 17                   | 16                   | 12                   | 4                    | 3                    | 2                    | 73                   |
| 平均降雪日数           | 24                   | 20                   | 22                   | 20                   | 20                   | 10                   | 1                    | 3                    | 14                   | 22                   | 23                   | 24                   | 203                  |
| % 湿度                 | 77                   | 77                   | 77                   | 77                   | 79                   | 81                   | 81                   | 82                   | 81                   | 77                   | 77                   | 77                   | 79                   |
| 出典：Pogoda.ru.net    |                      |                      |                      |                      |                      |                      |                      |                      |                      |                      |                      |                      |                      |

## 参考記事
- ノルウェー領「最北のロシア」 北極開発へ布石 スピッツベルゲン島『読売新聞』朝刊2017年3月23日